# Зруб-Комарівський
Зру́б-Комарі́вський — село в Україні, у Сторожинецькій міській громаді Чернівецькому районі Чернівецької області.

## Історія
З 24 серпня 1991 року село входить до складу незалежної України.
17 липня 2020 року, в результаті адміністративно-територіальної реформи та ліквідації Сторожинецького району, село увійшло до складу Чернівецького району.